# Droga krajowa nr 22 (Polska)
Droga krajowa nr 22 – droga krajowa klasy GP oraz klasy S o długości około 460 km prowadząca od przejścia granicznego polsko-rosyjskiego w Grzechotkach do granicy polsko-niemieckiej w Kostrzynie nad Odrą. Przebiega przez województwa: lubuskie, zachodniopomorskie, wielkopolskie, pomorskie i warmińsko-mazurskie.

## Historia
Fragment drogi nr 22 jest częścią dawnej autostrady mającej łączyć Berlin z Królewcem, zwanej potocznie „Berlinką”. W latach 1936–1938 wybudowano tę autostradę na odcinkach Berlin – Szczecin (czteropasmową) oraz Elbląg – Królewiec (dwupasmową). W celu połączenia miast musiano wybudować także odcinek ze Szczecina do Elbląga. Utrudniał to jednak Niemcom fakt, że odcinek ten miał poprowadzić przez Polskę (tzw. korytarz gdański), co stało się jednym z drugorzędnych powodów zajęcia przez Niemcy Pomorza Gdańskiego we wrześniu 1939.
W wyniku działań wojennych większość obiektów mostowych na tych drogach została zniszczona. Część mostów została tuż po wojnie odbudowana, natomiast w związku z brakiem przejścia granicznego w Grzechotkach nie odbudowano drogi od Wielewa do Grzechotek. Ten fragment drogi od węzła „Elbląg-Wschód” z drogą nr 7 do Grzechotek został przebudowywany do klasy drogi ekspresowej S22 i oddany do użytku 24 września 2008 roku.
Trzeba, dla wyjaśnienia, jednak powiedzieć, że droga krajowa numer 22 od Kostrzyna nad Odrą do Gorzowa (czyli obecna DW 132) oraz kolejne odcinki DK 22 to pierwotna trasa Berlinki jako drogi jednojezdniowej „równoległej”, czyli jakby zapasowej dla Berlinki autostradowej.
Warto zauważyć, że na sporym odcinku: Chojnice – Czarlin – Gnojewo, droga została zbudowana przez Niemców z płyt betonowych, z wydzielonym poboczem (roboty wykonano przez jeńców wojennych i robotników zatrudnionych przez niemieckie władze okupacyjne). Szerokość jezdni z poboczem na tym odcinku wynosi 10 metrów. Niemcy planowali poszerzenie tej drogi na całej długości po wygranej wojnie w latach pięćdziesiątych XX wieku. Droga ta (odcinek na terenie Trzeciej Rzeszy) przed wojną miała nazwę Reichsstraße 1 (R 1). Do tej pory główna droga krajowa z Berlina do Kostrzyna nad Odrą jest to Bundesstraße 1 (B 1). Świadczy to o tym, jak ważną była ta droga skoro była numerem jeden w całej Rzeszy. Wystarczy spojrzeć na mapy i widać, że niemal po linii prostej prowadzi do Królewca z Berlina. Jako pozostałość po planach poszerzenia tejże trasy przez niemieckich drogowców zachował się do dziś asymetryczny kształt korony (nasypu) drogi na sporych odcinkach. Od Człuchowa poprzez Jastrowie, okolice Wałcza aż do Gorzowa wyraźnie widać, że po południowej stronie jezdni pobocze jest bardzo szerokie (trawiasto-gruntowe), o szerokości około 3 metrów, a od strony północnej jest sporo węższe – ma około 1-1,5 metra. Na odcinkach, gdzie wzdłuż drogi istnieją aleje zabytkowych drzew, sadzonych w trakcie budowy drogi, także jest widoczna przestrzeń pozostawiona na ewentualne poszerzenie drogi.
28 listopada 2008 roku w ciągu drogi nr 22 została oddana do użytku 14-kilometrowa obwodnica Chojnic. Prace nad obwodnicą trwały ponad 2 lata. Obwodnica posiada 2 węzły komunikacyjne (Chojnaty i Lipienice). Trasa została podzielona na trzy odcinki:
- Nieżywięć – Chojnaty, jedna jezdnia o szerokości 7 metrów, 2 pasy ruchu po 3,5 metra szerokości, pobocza utwardzone szerokości 1,5 m
- Chojnaty – Lipienice, odcinek dwujezdniowy, każda jezdnia o szerokości 7 metrów, po dwa pasy ruchu w każdym kierunku z bitumicznymi poboczami szerokości 2 m, pas dzielący szerokości 4,5 m
- Lipienice – Pawłowo, odcinek jednojezdniowy o trzech pasach ruchu, każdy pas ruchu o szerokości 3,5 m (dwa pasy ruchu w kierunku Chojnic, jeden w kierunku Starogardu Gd.)

W latach 2006–2007 dokonano naprawy nawierzchni drogi w granicach miasta Starogard Gdański oraz wykonano (GDDKiA) poszerzenie 12-kilometrowego odcinka drogi na odcinku od granicy województw pomorskiego i wielkopolskiego do miejscowości Podgaje, umocniono i poszerzono z 5,7 do 7 metrów jezdnię, umocniono i wyrównano pobocza. Przebudowano także i oświetlono skrzyżowanie przy miejscowości Chwalimie. Na tym skrzyżowaniu przechodzi przez drogę 22 szlak rowerowy Transwielkopolskiej Trasy Rowerowej. W roku 2007 w ciągu 3 miesięcy przebudowano fragment tejże drogi na odcinku: Człuchów – Chrząstowo (8 kilometrów), jest to kolejny odcinek, który poszerzono do 7 metrów jezdni, a pobocza zostały wzmocnione i wyregulowane, nie jako pobocza bitumiczne, ale jest możliwy na nich lokalny ruch pojazdów wolnobieżnych.
Władze województwa pomorskiego wyraziły zamiar poszerzenia jezdni tej ważnej i historycznej drogi do 7 metrów na całym pozostałym odcinku w granicach tego województwa. Od roku 2010 cały odcinek w woj. pomorskim jest już szerokości 7 metrów (jezdnia) i obustronnie są umocnione 1,5-metrowe pobocza. W małej osadzie Buszkowo (przy granicy z woj. wielkopolskim) tuż po zmodernizowaniu tego odcinka drogi uruchomiono stację pomiarową drogową, która zaopatrzona jest też w kamery „obserwujące” ruch drogowy na Berlince. Pomiary stacja wykonuje automatycznie: temperatury drogi i powietrza oraz natężenia ruchu w konkretnych odstępach czasowych. Stacja ta wyposażona jest w dużą tablicę świetlną, tak zwany znak drogowy o zmiennej treści.
Obecnie trwa kompleksowa przebudowa drogi na odcinku Czarlin – Knybawa o długości 3,7 km.

### Dawna numeracja
Na przestrzeni lat trasa posiadała różne oznaczenia i klasyfikacje:

| Numer | Kategoria                              | Przebieg | Lata obowiązywania | Źródło | Uwagi |
| ----- | -------------------------------------- | --- | ------------------ | --- | --- |
| 79    | droga drugorzędna                      | Kostrzyn – Witnica – Gorzów Wlkp. – Strzelce Krajeńskie – Wałcz | 1952 – lata 70.    | Atlas samochodowy Polski 1:500 000. Wyd. IV. Warszawa: Państwowe Przedsiębiorstwo Wydawnictw Kartograficznych, 1965. Brak numerów stron w książce | nieznana numeracja, klasyfikacja według materiału źródłowego |
| 51    | droga państwowa                        | Wałcz – Jastrowie – Podgaje – Człuchów – Chojnice – Czersk – Starogard Gd. – Czarlin – Malbork – Elbląg                                                                                             | 1952 – lata 70.    | Atlas samochodowy Polski 1:500 000. Wyd. IV. Warszawa: Państwowe Przedsiębiorstwo Wydawnictw Kartograficznych, 1965. Brak numerów stron w książce | |
| 1037  | b.d.                                   | Elbląg – Chruściel – Maciejewo – granica państwa | 1952 – lata 70.    | Atlas samochodowy Polski 1:500 000. Wyd. IV. Warszawa: Państwowe Przedsiębiorstwo Wydawnictw Kartograficznych, 1965. Brak numerów stron w książce | 1. odcinek oznaczany w materiale źródłowym jako autostrada 2. w późniejszych atlasach drogowych brak odcinka Chruściel – granica |
| Z25   | droga drugorzędna / droga państwowa    | Kostrzyn – Witnica – Gorzów Wlkp. – Strzelce Krajeńskie – Wałcz | lata 70. – 1986    | - Mapa samochodowa Polski 1:1 000 , wyd. dziesiąte, Warszawa: Państwowe Przedsiębiorstwo Wydawnictw Kartograficznych, 1971. Brak numerów stron w książce - Mapa samochodowa Polski 1:1 000 , wyd. trzecie, Warszawa: Państwowe Przedsiębiorstwo Wydawnictw Kartograficznych, 1975. Brak numerów stron w książce - Samochodowy atlas Polski 1:500 000. Wyd. V. Warszawa: Państwowe Przedsiębiorstwo Wydawnictw Kartograficznych, 1979. ISBN 83-7000-017-7. Brak numerów stron w książce - Samochodowy atlas Polski 1:500 000. Wyd. IX. Warszawa: Państwowe Przedsiębiorstwo Wydawnictw Kartograficznych, 1984. Brak numerów stron w książce - Do Berlina „szóstką”, do Poznania „jedenastką”. „Głos Pomorza”. Nr 200, wydanie z dnia 28/08/1986. s. 4. | odcinek oznaczany na mapach przeważnie jako droga drugorzędna, oznaczenie drogi głównej posiadał fragment Gorzów Wlkp. – Wałcz |
| T83   | droga państwowa / droga międzynarodowa | Wałcz – Jastrowie – Podgaje – Człuchów – Chojnice – Czersk – Starogard Gd. – Czarlin – Malbork – Elbląg – Maciejewo – granica państwa                                                               | lata 70. – 1986    | - Mapa samochodowa Polski 1:1 000 , wyd. dziesiąte, Warszawa: Państwowe Przedsiębiorstwo Wydawnictw Kartograficznych, 1971. Brak numerów stron w książce - Mapa samochodowa Polski 1:1 000 , wyd. trzecie, Warszawa: Państwowe Przedsiębiorstwo Wydawnictw Kartograficznych, 1975. Brak numerów stron w książce - Samochodowy atlas Polski 1:500 000. Wyd. V. Warszawa: Państwowe Przedsiębiorstwo Wydawnictw Kartograficznych, 1979. ISBN 83-7000-017-7. Brak numerów stron w książce - Samochodowy atlas Polski 1:500 000. Wyd. IX. Warszawa: Państwowe Przedsiębiorstwo Wydawnictw Kartograficznych, 1984. Brak numerów stron w książce - Do Berlina „szóstką”, do Poznania „jedenastką”. „Głos Pomorza”. Nr 200, wydanie z dnia 28/08/1986. s. 4. | 1. około 1975 roku skrócono trasę T83 do Elbląga 2. brak możliwości przekroczenia granicy |
| 22    | droga krajowa                          | granica państwa – Kostrzyn – Witnica – Gorzów Wielkopolski – Człopa – Wałcz – Jastrowie – Człuchów – Chojnice – Starogard Gdański – Czarlin                                                         | od 14 II 1986      | - Uchwała nr 192 Rady Ministrów z dnia 2 grudnia 1985 r. w sprawie zaliczenia dróg do kategorii dróg krajowych (M.P. z 1986 r. nr 3, poz. 16) - Rozporządzenie Ministra Komunikacji z dnia 11 września 1986 r. w sprawie zaliczenia dróg do kategorii dróg wojewódzkich w województwach: bydgoskim, elbląskim, gdańskim, gorzowskim, legnickim, krakowskim, łódzkim, skierniewickim, toruńskim, wałbrzyskim, włocławskim i wrocławskim. (Dz.U. z 1986 r. nr 35, poz. 179) - Samochodowa mapa Polski 1:750 000, wyd. czwarte, Warszawa–Wrocław: Państwowe Przedsiębiorstwo Wydawnictw Kartograficznych, 1987. Brak numerów stron w książce - Polska: mapa samochodowa 1:700 000, wyd. 1, Szczecin: Wydawnictwo Kartograficzne KOMPAS, 1996–1997, ISBN 83-904373-2-5. Brak numerów stron w książce - Polska: mapa samochodowa 1:700 000, wyd. II Zmienione i poprawione, Szczecin: Wydawnictwo Kartograficzne KOMPAS, 1997–1998, ISBN 83-904373-3-3. Brak numerów stron w książce - Rozporządzenie Rady Ministrów z dnia 15 grudnia 1998 r. w sprawie ustalenia wykazu dróg krajowych i wojewódzkich (Dz.U. z 1998 r. nr 160, poz. 1071) - Polska: mapa samochodowa z podziałem administracyjnym 1:700 000, wyd. V Zmienione i poprawione, Szczecin: Wydawnictwo Kartograficzne KOMPAS, 1999–2000, ISBN 83-904373-7-6. Brak numerów stron w książce | 1. na odcinku Jastrowie – Podgaje wspólny przebieg z drogą krajową nr 11 2. w 1998 roku zmieniono przebieg drogi: z granicy do Gorzowa Wlkp. trasę poprowadzono przez Krzeszyce i Wałdowice, dawny przebieg włączono do drogi wojewódzkiej nr 132 |
| 50    | droga krajowa                          | Czarlin – Malbork – Stare Pole – Elbląg | 14 II 1986 – 2000  | - Uchwała nr 192 Rady Ministrów z dnia 2 grudnia 1985 r. w sprawie zaliczenia dróg do kategorii dróg krajowych (M.P. z 1986 r. nr 3, poz. 16) - Rozporządzenie Ministra Komunikacji z dnia 11 września 1986 r. w sprawie zaliczenia dróg do kategorii dróg wojewódzkich w województwach: bydgoskim, elbląskim, gdańskim, gorzowskim, legnickim, krakowskim, łódzkim, skierniewickim, toruńskim, wałbrzyskim, włocławskim i wrocławskim. (Dz.U. z 1986 r. nr 35, poz. 179) - Samochodowa mapa Polski 1:750 000, wyd. czwarte, Warszawa–Wrocław: Państwowe Przedsiębiorstwo Wydawnictw Kartograficznych, 1987. Brak numerów stron w książce - Polska: mapa samochodowa 1:700 000, wyd. 1, Szczecin: Wydawnictwo Kartograficzne KOMPAS, 1996–1997, ISBN 83-904373-2-5. Brak numerów stron w książce - Polska: mapa samochodowa 1:700 000, wyd. II Zmienione i poprawione, Szczecin: Wydawnictwo Kartograficzne KOMPAS, 1997–1998, ISBN 83-904373-3-3. Brak numerów stron w książce - Rozporządzenie Rady Ministrów z dnia 15 grudnia 1998 r. w sprawie ustalenia wykazu dróg krajowych i wojewódzkich (Dz.U. z 1998 r. nr 160, poz. 1071) - Polska: mapa samochodowa z podziałem administracyjnym 1:700 000, wyd. V Zmienione i poprawione, Szczecin: Wydawnictwo Kartograficzne KOMPAS, 1999–2000, ISBN 83-904373-7-6. Brak numerów stron w książce | |
| 508   | droga krajowa                          | Elbląg – Chruściel | 14 II 1986 – 2000  | - Uchwała nr 192 Rady Ministrów z dnia 2 grudnia 1985 r. w sprawie zaliczenia dróg do kategorii dróg krajowych (M.P. z 1986 r. nr 3, poz. 16) - Rozporządzenie Ministra Komunikacji z dnia 11 września 1986 r. w sprawie zaliczenia dróg do kategorii dróg wojewódzkich w województwach: bydgoskim, elbląskim, gdańskim, gorzowskim, legnickim, krakowskim, łódzkim, skierniewickim, toruńskim, wałbrzyskim, włocławskim i wrocławskim. (Dz.U. z 1986 r. nr 35, poz. 179) - Samochodowa mapa Polski 1:750 000, wyd. czwarte, Warszawa–Wrocław: Państwowe Przedsiębiorstwo Wydawnictw Kartograficznych, 1987. Brak numerów stron w książce - Polska: mapa samochodowa 1:700 000, wyd. 1, Szczecin: Wydawnictwo Kartograficzne KOMPAS, 1996–1997, ISBN 83-904373-2-5. Brak numerów stron w książce - Polska: mapa samochodowa 1:700 000, wyd. II Zmienione i poprawione, Szczecin: Wydawnictwo Kartograficzne KOMPAS, 1997–1998, ISBN 83-904373-3-3. Brak numerów stron w książce - Rozporządzenie Rady Ministrów z dnia 15 grudnia 1998 r. w sprawie ustalenia wykazu dróg krajowych i wojewódzkich (Dz.U. z 1998 r. nr 160, poz. 1071) - Polska: mapa samochodowa z podziałem administracyjnym 1:700 000, wyd. V Zmienione i poprawione, Szczecin: Wydawnictwo Kartograficzne KOMPAS, 1999–2000, ISBN 83-904373-7-6. Brak numerów stron w książce | |
| 09238 | droga krajowa                          | Chruściel – Grzechotki – granica państwa | 14 II 1986 – 2000  | - Uchwała nr 192 Rady Ministrów z dnia 2 grudnia 1985 r. w sprawie zaliczenia dróg do kategorii dróg krajowych (M.P. z 1986 r. nr 3, poz. 16) - Rozporządzenie Ministra Komunikacji z dnia 11 września 1986 r. w sprawie zaliczenia dróg do kategorii dróg wojewódzkich w województwach: bydgoskim, elbląskim, gdańskim, gorzowskim, legnickim, krakowskim, łódzkim, skierniewickim, toruńskim, wałbrzyskim, włocławskim i wrocławskim. (Dz.U. z 1986 r. nr 35, poz. 179) - Samochodowa mapa Polski 1:750 000, wyd. czwarte, Warszawa–Wrocław: Państwowe Przedsiębiorstwo Wydawnictw Kartograficznych, 1987. Brak numerów stron w książce - Polska: mapa samochodowa 1:700 000, wyd. 1, Szczecin: Wydawnictwo Kartograficzne KOMPAS, 1996–1997, ISBN 83-904373-2-5. Brak numerów stron w książce - Polska: mapa samochodowa 1:700 000, wyd. II Zmienione i poprawione, Szczecin: Wydawnictwo Kartograficzne KOMPAS, 1997–1998, ISBN 83-904373-3-3. Brak numerów stron w książce - Rozporządzenie Rady Ministrów z dnia 15 grudnia 1998 r. w sprawie ustalenia wykazu dróg krajowych i wojewódzkich (Dz.U. z 1998 r. nr 160, poz. 1071) - Polska: mapa samochodowa z podziałem administracyjnym 1:700 000, wyd. V Zmienione i poprawione, Szczecin: Wydawnictwo Kartograficzne KOMPAS, 1999–2000, ISBN 83-904373-7-6. Brak numerów stron w książce | 1. odcinek częściowo zamknięty dla ruchu 2. jedna z nielicznych ówczesnych dróg krajowych o pięciocyfrowej numeracji |
| 22    | droga krajowa                          | granica państwa – Kostrzyn – Wałdowice – Gorzów Wielkopolski – Wałcz – Człuchów – Chojnice – Starogard Gdański – Czarlin – Malbork – Stare Pole – Elbląg – Chruściel – Grzechotki – granica państwa | od 2000            | Zarządzenie nr 6 Generalnego Dyrektora Dróg Publicznych z dnia 9 maja 2000 r. w sprawie nowych numerów dróg krajowych [online], Rzeczpospolita, 4 lipca 2000. | 1. na odcinku Elbląg – granica państwa posiada kategorię drogi ekspresowej (S22) 2. w grudniu 2010 roku otwarto przejście graniczne w Grzechotkach                                                                                                |

## Przebudowa DK22
Na lata 2024–2026 planowana jest przebudowa drogi krajowej nr 22 na terenie województwa zachodniopomorskiego. Droga na tym odcinku zyska nośność 11,5 ton/oś. Remont jest podzielony na 6 etapów:
- Granica województwa zachodniopomorskiego – Człopa o długości 14,2 km
- Obwodnica Człopy o długości 2 km
- Człopa – Strączno wraz z obwodnicą Rusinowa i obejściem Prusinówka o długości 24,75 km
- Obwodnica Strączna i Wałcza o długości 10 km
- Ostrowiec – Szwecja o długości 3,5 km
- Obwodnica Szwecji o długości 3 km.

Wszystkie obwodnice będą realizowane w ramach programu 100 obwodnic.

## Droga ekspresowa S22
Na odcinku Grzechotki (Przejście graniczne Grzechotki-Mamonowo II z obwodem królewieckim) – Elbląg droga posiada status drogi ekspresowej.

## Dopuszczalny nacisk na oś
Od 13 marca 2021 roku na drodze dozwolony jest ruch pojazdów o nacisku na pojedynczą oś napędową do 11,5 tony z wyjątkiem określonych miejsc oznaczonych znakiem zakazu B-19.

### Do 13 marca 2021
Wcześniej droga krajowa nr 22 była objęta ograniczeniami dopuszczalnego nacisku pojedynczej osi:
| Znak | Dopuszczalny nacisk | Odcinek |
| ---- | ------------------- | --- |
| DK22 | do 10 ton           | - granica państwa – Kostrzyn – Wałdowice – Gorzów Wielkopolski – Wałcz – Jastrowie - Podgaje – Człuchów – Chojnice – Starogard Gdański – Swarożyn (węzeł „Swarożyn”) - Czarlin – Malbork – Stare Pole – Elbląg (węzeł „Elbląg Południe”) |

W latach 2020–2022 dokonywana jest przebudowa drogi na odcinku Chojnice – Czersk, w celu dostosowania jej nośności do ruchu ciężkiego o nacisku 11,5 t/oś.
Do 2028 ma zostać zbudowana obwodnica Starogardu Gdańskiego, która ma przebiegać na odcinku Sucumin – Starogard Gdański. Ma przez nią przebiegać droga krajowa nr 22.

## Ważniejsze miejscowości leżące przy trasie 22

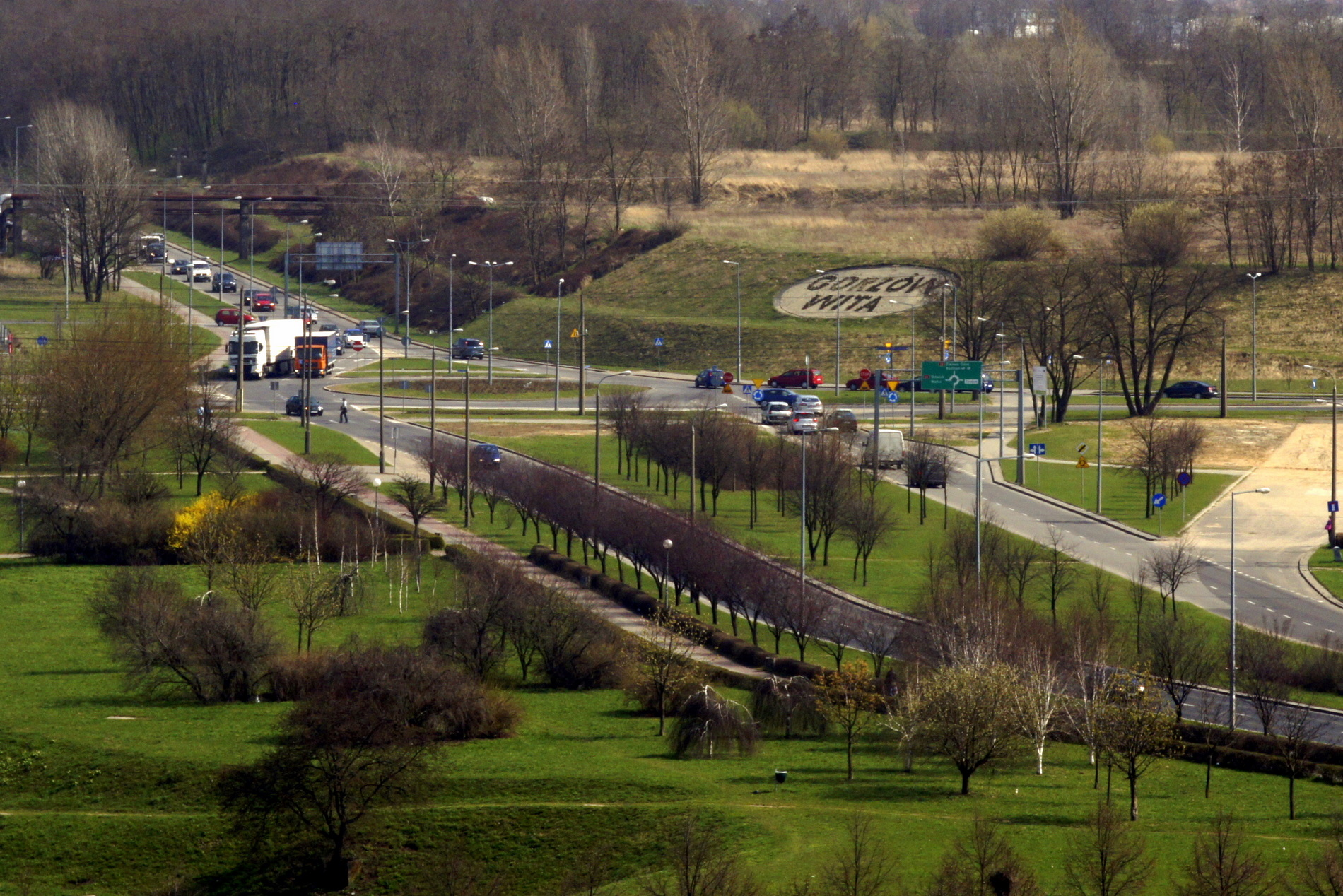
Rondo Gdańskie w Gorzowie Wlkp.

- Grzechotki – przejście graniczne do Rosji (obwód królewiecki)
- Chruściel „węzeł Braniewo-Południe” – (DK54)
- Elbląg – (S7) – obwodnica
- Malbork – (DK55) – obwodnica planowana
- Czarlin k. Tczewa – (DK91; tzw. stara jedynka)
- Swarożyn – (Autostrada A1)
- Starogard Gdański – obwodnica planowana
- Czarna Woda
- Czersk
- Chojnice – obwodnica
- Człuchów – (DK25) – obwodnica planowana w ciągu DK22 i DK25
- Podgaje – (DK11)
- Jastrowie – (DK11)
- Wałcz – (DK10)
- Człopa
- Dobiegniew - obwodnica planowana
- Strzelce Krajeńskie – obwodnica wybudowana w latach 2022–2025[9][10][11]
- Gorzów Wielkopolski – (S3)
- Kostrzyn nad Odrą – granica z Niemcami - obwodnica planowana